# Попов Олександр Миколайович (актор)
Олександр Миколайович Попов (нар. 2 червня 1986, м. Комсомольськ (нині Горішні Плавні), Україна) — український актор театру і кіно та телеведучий.

## Життєпис
Олександр Попов народився 2 червня 1986 року в місті Комсомольськ (нині Горішні Плавні).
Закінчив Київський національний університет театру, кіно і телебачення імені Івана Карпенка-Карого (2007).
Є ведучим ранкового шоу «Сніданок. Вихідний» на телеканалі «1+1».
Учасник шоу Маскарад в образі Папуги з Ріо.

## Творчість
Працював актором в Київському академічному театрі юного глядача на Липках.

### Ролі в кіно
- 2019 — Чужа — епізод
- 2019 — Пристрасті по Зінаїді — Ігор
- 2019 — Садівниця — Дмитро (головна роль)
- 2019 — Не смій мені говорити "Прощай!" — Олександр
- 2019 — Кримінальний журналіст — Олег
- 2019 — Капітанша — Семен
- 2019 — Колишні — епізод
- 2018 — Ти моя улюблена — Гриша
- 2018 — Троє в лабіринті — Вадим в молодості (головна роль)
- 2018 — Доля обміну не підлягає — Артем
- 2018 — Сувенір з Одеси — Городенко
- 2018 — Пес-4 — Андрій Ігнатьєв
- 2018 — Новорічний ангел — Сергій Ільясов
- 2018 — Два береги надії — Олег Рощин
- 2018 — Голос з минулого — Олексій Боженов (головна роль)
- 2017 — Танець метелика — Нік (головна роль)
- 2017 — Фахівці — Олексій Ківалов
- 2017 — Рецепт кохання — Ігор Веселов (головна роль)
- 2017 — Протистояння — Андрій Кольцов
- 2017 — Не можу забути тебе — Ігор
- 2017 — Капітанша — Семен
- 2017 — Дівчина з персиками — Кирило
- 2017 — Всупереч долі — Сергій
- 2016 — Я з тобою — Роман (головна роль)
- 2016 — Хазяйка — епізод
- 2016 — Століття Якова — Роман
- 2016 — Поранене серце — Дмитро Вележ (головна роль)
- 2016 — Прости — Олег
- 2016 — Підкидьки — Рома Волков
- 2016 — Не зарікайся — Кирило
- 2016 — Коли минуле попереду — Кирило
- 2016 — Відділ 44 — Денис Бойко
- 2015 — Відьма — Борька
- 2015 — Світло і тіні маяка — Веселовський
- 2014 — Так далеко, так близько — Славік
- 2014 — Поки станиця спить — Авдюшко
- 2014 — Дворняжка Ляля — Сергій Свиридов (головна роль)
- 2014 — Все одно ти будеш мій — Микита Араф'єв (головна роль)
- 2014 — Брат за брата-3 — Волков
- 2013 — ОСА — Василь Собакін (головна роль)
- 2013 — Жіночий лікар-2 — Іван
- 2013 — Білі вовки — Філіп
- 2012 — Щасливий квиток — Ігор
- 2012 — Страшна красуня — Гоша
- 2012 — Пристрасті по Чопаю — Новосьолов
- 2012 — Синдром дракона — епізод
- 2012 — Порох і дріб — Захарченко
- 2011 — Добридень Мамо — Микола
- 2010 — Єфросинія — Сергій
- 2010 — Червоні вітрила — Санді
- 2009 — Повзе змія — Вовочка
- 2009 — Дві сторони однієї Анни — Олександр (головна роль)
- 2009 — Вищий пілотаж — епізод
- 2009 — Повернення Мухтара-5 — епізод
- 2009 — Блудні діти — Віктор
- 2008 — Рідні люди — Діма
- 2008 — Гудзик — епізод
- 2008 — Лісовик-2 — епізод
- 2007 — Серцю не накажеш — епізод
- 2007 — Вітчим — епізод
- 2007 — Колишня — епізод